# Quincunx
Il quincunx o quinconce era una moneta di bronzo emessa in Italia e Sicilia, nonché da Roma. La moneta valeva i 5/12 dell'asse cioè 5 once, da cui il nome.  La moneta non faceva parte del sistema monetario standard romano.
Fu coniata da alcune comunità che usarono un asse di 10 once (Capua, Ariminum, Luceria e Venusia etc.) e quindi in questo caso il valore era di mezzo asse.
Il nome viene dal latino quinque (cinque) e uncia (oncia).

## Monetazione fusa
Esiste un quincunx fuso, emesso ad Ariminum (Rimini) che presenta al diritto la testa di guerriero a destra ed al rovescio lo scudo ovale e i cinque globuli che ne indicano il valore. Nella stessa serie esiste un quatrunx con lo stesso dritto ed una spada e fodero al rovescio. 
Anche Luceria (attuale Lucera) ha emesso una moneta fusa con ruota a quattro raggi (o croce?) su entrambe le facce e con cinque globuli e la lettera L su una delle due.

## Monetazione al martello
Monete battute di questo valore sono state emesse nel III secolo a.C. dalle zecche di Luceria, Teate (Chieti), Larinum (Larino) e da altre zecche minori del nord della Apulia e della Calabria antica (come Venusia, l'attuale Venosa), due aree che insieme formano l'attuale Puglia.
| | Immagine                          | Zecca                                                       | Dritto                                                                        | Rovescio | ref. |
| | Luceria (battuta)                 | Testa di Athena •••••                                       | LΟVCΕRΙ Ruota a otto raggi                                                    |          |      |
| | Teate                             | Testa di Athena, ••••• sopra                                | TIATI Civetta •••••                                                           |          |      |
| | Larinum                           | Testa giovanile di Marte dx, elmo corinzio                  | LADINOD (Larinor in alfabeto osco), guerriero a cavallo sin., ••••• in esergo |          |      |
| | Hatria (Picenum)                  | Testa di Medusa sin. in conchiglia, HAT sotto               | Pegaso dx •••••                                                               |          |      |
| | Orra o Hyria                      | Testa di Afrodite dx.                                       | ORRA, Eros dx che suona cithara                                               |          |      |
| | Orra o Hyria                      | Atena elmata                                                | Aquila su fulmine •••••                                                       |          |      |
| | Venusia                           | Giove sin. dietro •••••                                     | Aquila su fulmine                                                             |          |      |
| Durante la seconda guerra punica (218 - 201 a.C.) un quincunx fu emesso dalla antica città di Capua. |                                   |                                                             |                                                                               |          |      |
| | Testa di Atena con elmo attico dx | Pegaso dx, KA / PU retrogrado in alfabeto osco, ••••• sotto |                                                                               |          |      |